# Calvisi (client de Júnia Silana)
Calvisi (en llatí Calvisius) era un romà amb una relació clientelar amb Júnia Silana. Aquesta havia estat greument injuriada per Agripina i va decidir venjar-se. Va utilitzar a Calvisi i a un altre client, Ituri, per acusar Agripina de conspirar per col·locar al tron a Rubel·li Plaute al lloc de Neró, però sense presentar acusació formal, només deixant que l'acusació arribés a orelles de l'emperador. Neró va decidir matar Agripina però aquest fet monstruós es va ajornar durant uns quants anys. Mentrestant, va enviar als denunciants i a la seva patrona a l'exili. Quan Agripina va ser assassinada pel seu fill Neró, els tres van poder tornar.